# Carmencita Calderón
Carmen Micaela Risso de Canc Muffi (10 tháng 2 năm 1905 - 31 tháng 10 năm 2005), được biết đến nhiều hơn với nghệ danh Carmencita Calderón, là một vũ nữ tango người Argentina.

## Tiểu sử
Calderón được sinh ra trong một gia đình nhập cư nghèo ở Ý vào ngày 10 tháng 2 năm 1905 tại Villa Urquiza, Buenos Aires. Mẹ cô qua đời, để lại cho cô, một anh trai và hai em gái, khi Calderón 13 tuổi.
Calderón bắt đầu khiêu vũ từ năm 13 tuổi dưới sự dạy dỗ của anh trai cô, Eduardo. Năm 1932, cô cùng các chị gái tham gia một điệu nhảy địa phương tại Câu lạc bộ Sin Rumbo ở Villa Urquiza. Chính tại đây, cô đã gặp và nhảy với Jose Giambuzzi (hay còn gọi là Tarila), người sau đó đã giới thiệu cô với El Cachafaz (Ovidio José Bianquet) và Carlos Gardel tại Bar Corrientes vào ngày hôm sau. Hài lòng với điệu nhảy của cô, El Cachafaz đã biến cô trở thành bạn nhảy của mình. Họ đã nhảy cùng nhau trong mười năm trong các chương trình khác nhau, và tạo ra một phong cách tango độc đáo với phong cách "sentadas, Corridas y cortes" (ngồi, chạy và nghỉ). Cô và El Cachafaz đã ra mắt với Dàn nhạc Pedro Maffia tại Teatro de San Fernando vào năm 1933. Cô cũng xuất hiện cùng với El Cachafaz trong "¡Tango!" năm 1933, bộ phim có âm thanh đầu tiên của cô. Năm 1940, cô đã thực hiện trong bộ phim Carnaval de antaño đi cùng Florencio Parravicini, người mà cô đã gặp qua Carlos Gardel. Cô ấy đã đi nhiều tour khác nhau, một số với "La historia del tango" với Francisco Canaro. Cô xuất hiện lần cuối cùng với El Cachafaz tại Mar del Plata vào ngày 7 tháng 2 năm 1942. El Cachafaz chết vì một cơn đau tim trong vòng tay của cô ngay tại buổi biểu diễn.